# 梅汝璈
梅 汝璈（ばい じょこう、1904年11月7日 - 1973年4月23日）は、中華民国及び中華人民共和国の法律家、政治家。字は「亜軒」。

## 経歴

### 中華民国での活動
1924年に清華大学を卒業した後、アメリカに留学し、1926年に、スタンフォード大学を卒業した（文学士）。1928年にはシカゴ大学のロー・スクールで、法務博士の専門職学位を取得した。
1929年に帰国した後は、南開大学、武漢大学教授を経て、行政院院長の宋子文、外交部部長の王世杰の助手となった事を皮切りに、内政部参事、立法委員といった、国民党の要職を歴任した。

### 東京裁判の中華民国代表判事
第二次世界大戦終了後は、東京裁判に中華民国の代表判事として本国での法曹経験は無かったが国民党政府から派遣された。梅はウィリアム・ウェブ裁判長の定めた、米英中という席次に対して日本投降順にすべきだと猛反発し、最終的にはウェッブ裁判長の隣の席を得る事となった。
また、梅は反日主義者としても知られ、後に開廷前後の根拠不明な日記が（後述の文化大革命の際に、大部分が散逸した）「東京大審判」として出版され、その中では、「この28人の殆ど全てが中国に損害を与えた」（5月2日付）、「『民族優越主義』というでたらめな理論を唱え、国民を毒し、国民に威張らせ、中国を飲み込み滅ぼし、アジアを席巻し、世界を征服しようとした」（5月4日付）と日本を痛烈に批判している。特に、被告のうち土肥原賢二を「中国を分裂させ、内乱を起こさせた専門家」、松井石根を「南京大虐殺の総指揮者」、板垣征四郎・小磯國昭・梅津美治郎の3名を「中国侵略の達人」と記した。
また、天皇の起訴にも非常に強い意欲を見せており、「天皇が日本の侵略戦争に何の責任もないとはどうしても思えない」、「裁判官たち個人レベルの会話でも、しょっちゅう議論され、大多数の人は私と同じ見方を持っている」（4月8日付）と主張し、免責決定後には「政治的理由で起訴を免れたが、将来、再び提訴される日が来るだろう」（5月7日付）と記している。

### 帰国後の活動
東京裁判終了後には、司法行政部部長に就任したが、東京裁判中に国共内戦で共産党が優勢となった頃から、共産党のスパイとしての活動を始める。この事から、監察院から「共産党のスパイ」という容疑をかけられ、国民党を追放された。
中華人民共和国成立後には、国務院特別顧問となり、後に全国人民代表大会代表や中国人民政治協商会議代表等を務めた。しかし、文化大革命の際に批判の対象となり失脚し、1973年に北京で亡くなった。